# Рязанские епархиальные ведомости
«Рязанские епархиальные ведомости» — официальное печатное издание Рязанской епархии с 1865 по 1918 год.

## История
Издание выходило в Рязани с 1 сентября 1865 г. по апрель 1917 год, 2 раза в месяц (1 и 15 числа).
С 1865 по 1877 издательский год считался с 1 сентября, так же велась нумерация газеты.
С 1878 издательский год стал считаться с 1 января.
Первоначально издавались при духовной семинарии, затем, с 1867 по 1896, при консистории.
С 1889 Ведомости издавались по новой, более обширной программе.
В 1897 заведование журналом передали братству святителя Василия.
С этого момента официальный отдел редактировал секретарь консистории, а неофициальный до 1911 — кафедральный протоиерей, с 1911 — ректор духовной семинарии.
С апреля 1917 года «Рязанские епархиальные ведомости» выходили как «Голос свободной Церкви». Видимо, на изменение названия повлияли события февральской революции, отречение от престола царя-страстотерпца Николая II, господствовавшие тогда в российском обществе настроения. Однако, несмотря ни на что, «Рязанские епархиальные ведомости» сохраняли православную традицию, не уклоняясь в обновленчество, которое тогда набирало силу, благодаря поддержке новой власти, но выходили со сбоями. К концу 1918 года епархиальное издание перестало существовать.
В 1920-х годах при архиепископе Рязанском и Зарайском Борисе была сделана попытка возродить епархиальную периодическую печать. В этот период Рязанская епархиальная канцелярия выпускала журнал «Циркуляры». Его главным редактором и составителем был сам архиепископ Борис. Очередные номера писались от руки, а затем перепечатывались на машинке и рассылались по благочиниям. «Циркуляры» содержали указы и распоряжения Московского Патриархата, Священного Синода и епархиального архиерея, материалы о текущей жизни Церкви, церковно-исторические сведения, проповеди, поучения и святоотеческое наследие. В «Циркулярах» постоянно помещались материалы, раскрывающие сущность еретического движения обновленчества. В архиве УФСБ России по Рязанской области сохранились тридцать четыре номера «Циркуляров»: 1925 году сотрудники Рязанской епархиальной канцелярии во главе с архиепископом Борисом были привлечены к уголовной ответственности. И выпуск журнала стал одной из статей обвинения. Это тем более прискорбно, что в то же время на территории Рязанской епархии при поддержке официальной власти регулярно выходила полноформатная обновленческая газета «Церковное обновление».

## Программа
В первом номере издатели «Рязанских епархиальных ведомостей» так определяли свои задачи:
Мы смотрим на наше издание как на журнал, назначаемый, главным образом, для честного духовенства и, сообразно с этим, предлагаем его духовенству для заявления и обсуждения общими силами интересующих его вопросов. Конечно, не отвлеченные вопросы должны быть главным образом решаемы в нашем издании… в нашем журнале как издании собственно епархиальном должно быть другое преобладающее содержание, что всякие епархиальные ведомости, следовательно, и наши, должны содействовать возбуждению и удовлетворительному решению, главным образом, практических вопросов, касающихся благоустроения епархиальной жизни. Они должны считать своей задачей — поставлять духовенство в ближайшее соприкосновение с практическими вопросами по епархии, расположить его ближе войти в жизнь действительную. И нашей заботой будет… стараться по мере сил расположить местное духовенство уяснить себе разнообразные нужды свои и потребности и заняться приисканием мер к возможному удовлетворению сим нуждам и к облегчению для нашей епархии умственного и нравственного преуспеяния…
Что касается вообще нашего будущего издания, то нам хотелось бы придать ему характер местный… Как всякие, так и наши епархиальные ведомости, если чем могут доставить пользу общецерковной истории, так это именно изучением прежнего и настоящего своей епархии. Наши исторические материалы вообще так скудны, что в собрании и разработке их чувствуется большой недостаток… Смеем надеяться, что все просвещенные люди, знакомые с бытом нашей епархии и в особенности опять наше местное духовенство, которому чаще всего могут встречаться материалы для изучения быта нашей епархии, сочувственно отнесутся к нашему желанию.
Стремясь придать своему изданию местный характер, мы вместе с этим не будем, да и не должны, так сказать, замыкаться исключительно в свою епархию и ограничиваться домашним решением строго местных вопросов. Нет, мы сочтем своей обязанностью знакомить, по мере сил, свою епархию с литературной деятельностью других епархий, тем более что многие из сих последних давно опередили нас в решении различных вопросов.

Само собой разумеется, что наше издание, будучи изданием, строго епархиальным, должно быть вместе с тем и обще назидательным изданием. На нашей обязанности, между прочим, лежит и возможное ознакомление епархии с церковно-богословской наукой. Статьи ученого, педагогического, назидательного содержания и вообще — все литературные труды, могущие распространять в епархии религиозные и вообще серьезные сведения и поддерживать в народе истинно христианское направление, всегда будут с готовностью напечатаны в нашем издании.
Первоначально Рязанские епархиальные ведомости имели два отдела официальный и неофициальный отделы.
До 1889 неофициальный отдел назывался «Прибавления к Рязанским епархиальным ведомостям».
При них приложением был «Миссионерский сборник», с 1891 г., по 6 раз в год.
Официальный отдел содержал распоряжения Святейшего Синода и императора по Рязанской епархии, распоряжения епархиального начальства, информацию о рукоположении в сан, об определении на церковно-священнические места, принятии на службу, увольнении за штат, об исключении из списков в связи со смертью, об освящении церквей. Официальный отдел также публиковал отчеты учебных заведений епархии, училищного совета и других организаций, находящихся в ведении епархии, журналы съездов рязанского духовенства.
Неофициальный отдел, кроме статей богословского характера, публиковал сведения о значительных событиях духовной жизни в Рязани и Рязанской епархии (об открытии и деятельности школ, училищ, церквей, обществ и попечительств).
Кроме того, были опубликованы научные труды рязанского духовенства по истории образования (о епархиальном училище, духовной семинарии и духовных училищах, школах), о видных деятелях Рязанской епархии (о митрополите Стефане, архиепископе Симоне, святителе Гаврииле и других), по истории церквей и монастырей Рязанской епархии.
Среди них труды Агнцева, священников Добролюбова, Алфеева, Краснова, Лучинского и других.
В 1888 году, в связи с меняющейся ситуацией в российском обществе, издатели «Рязанских епархиальных ведомостей» изменили и программу журнала.
Рапорт об этом архиепископа Рязанского и Зарайского Феоктиста был удовлетворен Указом Его Императорского Величества и Святейшим Синодом.
С этого времени журнал включал семь разделов:
- официальный (указы, грамоты, рескрипты, циркуляры и т. п.),
- руководящие статьи (публикации по вопросам общецерковной и епархиальной жизни, в том числе о религиозно-нравственном воспитании народа),
- епархиальные известия (известия о религиозно-нравственном состоянии народа, очерки местных обычаев, суеверий и т. п., известия о пастырской деятельности местного духовенства, о состоянии церковно-приходских школ и других учебных заведений, находящихся в ведении духовенства; сведения о местных ересях и расколах, о выдающихся в сектантстве деятелях и их влиянии на народ; о деятельности епархиальных миссионерских учреждений; о мерах, предпринимаемых местными пастырями в борьбе с сектантством; хроника текущих событий в епархии и в городе Рязани),
- научно-литературный отдел (слова и поучения, научные статьи духовного содержания, краткие библиографические сведения о книгах и изданиях),
- внутренние известия (сведения о важнейших распоряжениях правительства, касающихся общего состояния русской Церкви; о важнейших событиях общецерковной и иноепархиальной жизни в России, краткие новости о важнейших событиях внутренней государственной и общественной жизни России),
- иностранные известия (новости о знаменательных событиях церковной жизни за границей, преимущественно в православных Церквах и славянских государствах, новости о важнейших политических и общественных событиях за рубежом),
- смесь (в этом разделе печатались материалы, которые невозможно было поместить ни в одной из перечисленных рубрик).

## Редакторы
- сентябрь 1865 — июнь 1866 — Д. Правдин
- сентябрь 1865 — сентябрь 1866 — Н. Малинин
- июнь 1866 — сентябрь 1867 — священник Н. Ф. Глебов
- сентябрь 1867—1889 протоиерей Лука Воскресенский
- сентябрь 1867 — июнь 1892 — протоиерей Харлампий Романский
- июнь 1892 — июнь 1893 — кафедральный протоиерей Н. Ф. Глебов
- декабрь 1896—1896 — протоиерей Фёдор Талеров

С 1896 официальный и неофициальный отделы имели разных редакторов.

### Редакторы официального отдела
- 1896 — сентябрь 1903 — Д. Андреев
- апрель 1904 — июнь 1905 — X. Попов
- июнь 1905—1906 — протоиерей Фёдор Толеров
- 1907 — март 1909 — Г. Воскресенский
- сентябрь 1909 — январь 1915 — Троицкий
- 1915 — П. Соколов
- 1915 — декабрь 1916 — М. Крылов
- декабрь 1916 — апрель 1917 — X. Говядский

### Редакторы неофициального отдела
- январь 1896 — декабрь 1910 — протоиерей Фёдор Талеров
- январь 1911 — апрель 1917 — протоиерей П. Казанский